# Колыбин, Сергей Иванович
Серге́й Ива́нович Колы́бин (1912—1983) — советский лётчик-штурмовик, лейтенант, командир звена 74-го штурмового авиационного полка. Совершил 24 августа 1941 года наземный таран, уничтожив немецкую механизированную колонну.

## Биография
Родился в селе Сорока Олонецкой губернии (ныне город Беломорск Республики Карелия) в рабочей семье. Отец работал слесарем на лесопильном заводе.
Окончил семилетнюю школу, затем — Петрозаводский железнодорожный техникум. Работал на Мурманской железной дороге.
В 1934 году призван в Красную армию, в 1936 году окончил лётную школу.
Начало Великой Отечественной войны встретил лейтенантом, командиром звена 74-го штурмового авиационного полка (входил в состав 10-й смешанной авиационной дивизии).
К августу 1941 года на счету лейтенанта С. И. Колыбина — 18 боевых вылетов, два сбитых самолёта противника.
24 августа 1941 года при выполнении боевого задания по уничтожению моста через Днепр в районе села Окуниново Козелецкого района Черниговской области (территория ныне затоплена Киевским морем) самолёт Колыбина был подбит. Лётчик направил самолёт на вражескую автоколонну, совершив наземный огненный таран. Считался пропавшим без вести.
Остался жив, попал в плен, впоследствии в концлагерь. По окончании Великой Отечественной войны в 1945 году был освобождён. Продолжил службу в Вооружённых силах.
С 1947 года жил и работал в Москве. За совершённый подвиг Указом Президиума Верховного Совета СССР от 6 мая 1965 года был награждён орденом Ленина.